# Sō Shiseki
Sō Shiseki (宋紫石), de son vrai nom Kusumoto Kōhachirō (aussi connu comme : Sekkei, Sekko, Sōgaku, Katei et Kunkaku), né en 1715 et mort le 9 avril 1786, est un peintre japonais des écoles Nagasaki et Nanpin (en).
Originaire du district Asakusa, à Edo, il passe quelque temps à Nagasaki où il étudie dans un premier moment auprès de Kumashiro Yuhi et puis du peintre chinois Song Ziyan connu sous le nom « Sō Shigan » en japonais. Le nom Sō Shiseki (« Song Zishi » en chinois) est un pseudonyme, dérivé d'une imitation du nom de son maître. 
Plus tard il continue ses études avec un autre peintre d'origine chinoise, Shen Nanpin, aussi connu comme Shen Quan. Ce dernier est l'un des fondateurs de l'École de Nagasaki, caractérisée par l'utilisation de techniques chinoises et occidentales penchant vers le réalisme
.
Les peintures Oiseaux et fleur et d'autres travaux montrent l'utilisation d'une combinaison de larges traçages calligraphiques pour les branches, les troncs et les roches, lavage d'encre et couleur des pétales de fleurs et des feuilles et des traçages beaucoup plus fins pour les détails fins des plumes et des fleurs pour produire une description très détaillée et réaliste. 
De retour à Edo, Sō Shiseki devient professeur de l'École de Nagasaki. Parmi ses élèves se trouvent Shiba Kōkan, Sakai Hoitsu et son fils Sō Shizan. Il est familier avec les érudits du rangaku tels que Gennai Hiraga et Genpaku Sugita et exprime un intérêt pour la peinture occidentale.
Il a écrit un certain nombre de livres et des gravures xylographiques de ses dessins ont été produites.